# Villa Crivelli Mesmer
Villa Crivelli Mesmer è un edificio sito in via Manzoni e posto lungo l'antico tracciato delle demolite mura viscontee di Monza.

## Storia
Databile alla prima metà del XVII secolo fu costruito a ridosso delle vecchie mura viscontee, che seguivano il tracciato dell'odierna via Manzoni. L'edificio fu costruito per la famiglia Mesmer, di origine svizzera, che possedeva vaste proprietà nel territorio monzese. Sembra che la famiglia avesse fatto costruire la villa per poter meglio sorvegliare le proprietà terriere.
Estintasi la famiglia Mesmer, la proprietà passò per eredità prima alla famiglia Boggiari e poi alla famiglia Crivelli di Nerviano. L'ultima discendente della famiglia sposò, verso la fine del XIX secolo l'architetto Michele Cairati.

## Architettura
L'edificio si presenta con un paramento a laterizi a vista con una peculiare facciata curvilinea concava: lo stile barocco dell'edificio, il cui architetto è ignoto, è di difficile lettura sebbene alcune ipotesi tendano ad attribuire l'opera ad un architetto di area piemontese per l'aderenza ai progetti del Guarini, o ad un architetto di formazione romana, nel cui caso è stato fatto il nome di Giuseppe Rusnati.
L'edificio ha una planimetria irregolare, strutturata intorno a due corti, una nobile più curvilinea ed una rustica più rigida. Al cortile nobile si accede dal portone principale incorniciato da materiale lapideo e un piccolo portico composto da tre archi a sesto acuto. Sopra il portale d'ingresso si può ammirare un balconcino in ferro battuto stile rococò.
La corte principale è aperta sul giardino, un tempo molto più vasto, e delimitata da due fabbricati solo sul lato nord e ovest. L'edificio posto sul lato nord è inoltre leggermente rialzato e dotato di uno scalone monumentale al suo interno. I solai sono in legno, mentre il piano seminterrato e interrato sono caratterizzati da sale con volte a botte in laterizio.
La corte rustica molto più semplice e chiusa su quattro lati, aveva edifici atti a conservare i prodotti della campagna.

## Galleria d'immagini

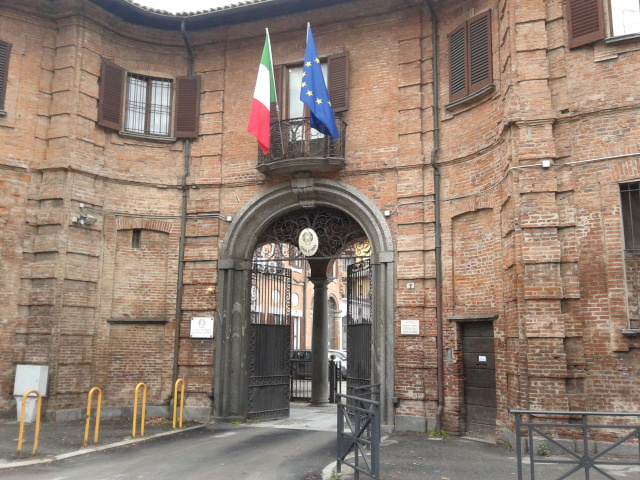
Villa Crivelli Mesmer, entrata
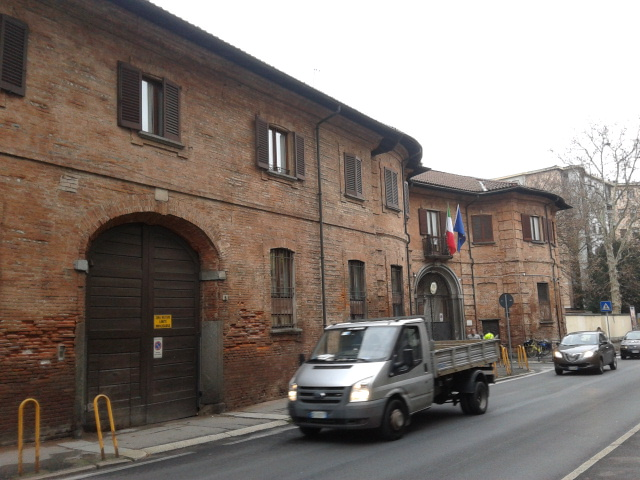
Villa Crivelli Mesmer, portone corte rustica
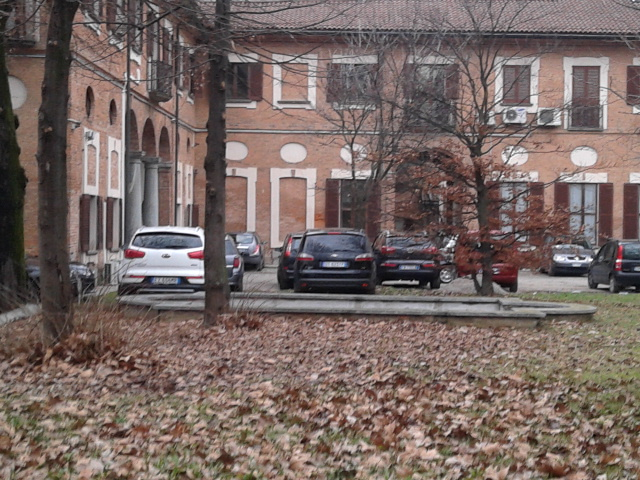
Villa Crivelli Mesmer, corte nobile
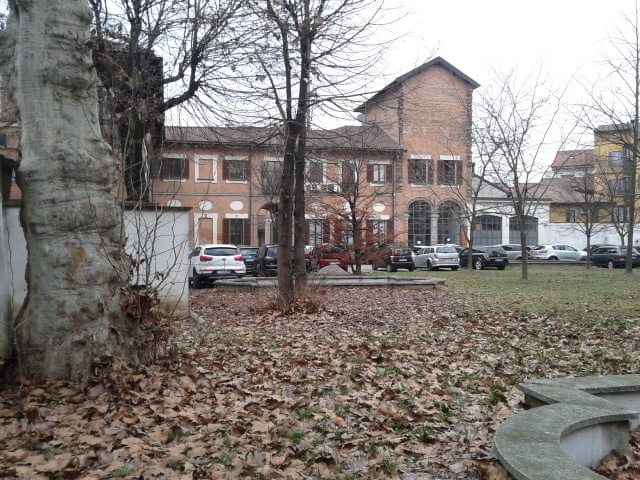
Villa Crivelli Mesmer, giardino